# Alemania en el Festival de la Canción de Eurovisión 2022
Alemania participó en el LXVI Festival de la Canción de Eurovisión, que se celebró en Turín, Italia del 10 al 14 de mayo de 2022, tras la victoria de Måneskin con la canción «Zitti e buoni». Norddeutscher Rundfunk, radiodifusora encargada de la participación germana dentro del festival, se encargó de organizar una final nacional titulada Germany 12 Points para seleccionar a su representante en el concurso. La preselección celebrada en una sola gala el 4 de marzo de 2022 dio como ganador al cantante alemán-estadounidense Malik Harris con la balada rap «Rockstars» compuesto por el propio Harris junto a Marie Kobylka y Robin Karow.
Alemania, con calidad de miembro de los «Big Five», estuvo clasificada a la gran final. Pasando completamente desapercibida por las casas de apuestas, en el concurso Alemania finalizó en la última posición con solo 6 puntos, todos del televoto, firmando por tercer año consecutivo su clasificación en el lugar 25.

## Historia de Alemania en el Festival
Alemania es uno de los países fundadores del festival, debutando en 1956. Desde entonces el país ha concursado en 64 ocasiones, siendo uno de los países más exitosos del concurso, posicionándose hasta 34 veces dentro de los mejores 10 de la competencia y totalizando 11 podios. Alemania ha logrado vencer en dos ocasiones el festival: la primera, en 1982, con Nicole Hohloch y la canción «Ein bißchen Frieden». La segunda vez sucedió en 2010, gracias a la canción «Satellite» de Lena Meyer-Landrut. Por otro lado, el país se ha posicionado en 7 ocasiones en último lugar, y desde 2013 encadena una racha de malos resultados, con 8 de 9 participaciones por debajo del lugar 17 incluyendo dos últimos lugares, una de ellas con 0 puntos.
En 2021, el artista seleccionado internamente, Jendrik Sigwart, terminó en 25° y penúltimo lugar con solo 3 puntos en la gran final, con el tema «I Don't Feel Hate».

## Representante para Eurovisión

### Germany 12 Points
Alemania fue uno de los primeros países en confirmar su participación para el Festival de Eurovisión de 2022. En marzo de 2021, incluso antes del festival de Róterdam 2021 Alemania ya se encontraba realizando preparativos para su proceso de selección del siguiente año. Sin embargo, tras el desastroso resultado de Jendrik quien finalizó penúltimo con solo 3 puntos, tanto al jefa de delegación alemana, Alexandra Wolfslast y el director de programación de la NDR, Frank Beckmann declararon que podría haber cambios en el proceso de selección en pos de mejorar los resultados del país. En noviembre de 2021, la emisora de radio ARD Bayer 3 informó que estaba prevista la realización de una final nacional con 5 canciones.
La NDR abrió un periodo de recepción de las canciones entre el 4 y el 30 de noviembre, habiéndose recibido 944 canciones. De estas 944 opciones, las canciones fueron acortadas a una selección de 25; siendo seleccionadas finalmente seis candidaturas para competir en la preselección en una ronda de audición en vivo en Berlín, por un jurado de siete miembros: Alexandra Wolfslast, Meike Nett, Holger Lachmann, Edi van Beek, Gregor Friedel, Andreas Loeffler y Alexander Schmitz. Las candidaturas fueron presentadas el 10 de febrero.
La competencia consistió en una sola final con una sola fase de votación: Los 6 participantes se someterían a una votación a 50/50 entre el televoto y una votación online por medio de las páginas web de nueve estaciones de radio alemanas. Dicha votación comenzó el 28 de febrero y finalizó el día de la preselección, el 4 de marzo. En esta ronda, nueve estaciones votaron las canciones con un sistema parecido al de Eurovisión: 12, 10, 8, 7, 6 y 5 puntos. De esta forma, los radioescuchas repartían un total de 432 puntos. El público también repartía los mismos 432 puntos con base en el porcentaje de votos recibidos a través de los dos métodos de votación: llamadas telefónicas y mensajes de texto. En esta ronda, el mayor votado sumando ambas puntuaciones se declaraba ganador del festival y representante de Alemania en Eurovisión.

#### Candidaturas
| Artista                 | Canción (Traducción)              | Idioma         | Compositor(es) |
| ----------------------- | --------------------------------- | -------------- | --- |
| Emily Roberts           | «Soap» (Jabón)                    | Inglés         | Emily Roberts, Andreas Öhrn, Didrik Thott, Simon Wangemann                                                                         |
| Eros Atomus             | «Alive» (Vivo)                    | Inglés         | Eros Atomus, Eike Freese, Marcel Zürcher                                                                                           |
| Felicia Lu              | «Anxiety» (Ansiedad)              | Inglés         | Felicia Lu Kürbiß |
| Maël & Jonas            | «I Swear to God» (Le juro a Dios) | Inglés         | Jonas Brochhausen, Maël Brunner |
| Malik Harris            | «Rockstars» (Estrellas del rock)  | Inglés         | Malik Harris, Marie Kobylka, Robin Karow                                                                                           |
| Nico Suave & Team Liebe | «Hallo Welt» (Hola mundo)         | Alemán, Inglés | Nico Suave, Toni Mudrack, Niklas Esterle, Jan Dettwyler, Volker Neumüller, Buket, Joshua Stolten, Dominik Köhl, Johannes Arzberger |

#### Final
La final tuvo lugar en el Studio Berlin Adlershof en Berlín el 4 de marzo de 2022 siendo presentado por Barbara Schöneberger. Tras las votaciones, Malik Harris fue declarado ganador tras vencer en el televoto con 118 puntos y ser la segunda opción en la votación de radio con 90 puntos. Su tema «Rockstars» es una balada-rap compuesta por el propio Harris junto a Marie Kobylka y Robin Karow.
| N.º | Artista                 | Canción          | Radio | Televoto | Lugar | Total |
| --- | ----------------------- | ---------------- | ----- | -------- | ----- | ----- |
| 1   | Malik Harris            | «Rockstars»      | 90    | 118      | 1     | 208   |
| 2   | Maël & Jonas            | «I Swear to God» | 106   | 79       | 2     | 185   |
| 3   | Eros Atomus             | «Alive»          | 53    | 70       | 5     | 123   |
| 4   | Emily Roberts           | «Soap»           | 46    | 7        | 6     | 53    |
| 5   | Felicia Lu              | «Anxiety»        | 74    | 65       | 4     | 139   |
| 6   | Nico Suave & Team Liebe | «Hallo Welt»     | 63    | 94       | 3     | 157   |

| Votación online de radioescuchas | Votación online de radioescuchas | Votación online de radioescuchas | Votación online de radioescuchas | Votación online de radioescuchas | Votación online de radioescuchas | Votación online de radioescuchas | Votación online de radioescuchas | Votación online de radioescuchas | Votación online de radioescuchas | Votación online de radioescuchas | Votación online de radioescuchas |
| Canción                          | AB                               | B3                               | BV                               | hr3                              | MDR Jump                         | NDR2                             | SR1                              | SWR3                             | WDR2                             | Lugar                            | Puntos                           |
| -------------------------------- | -------------------------------- | -------------------------------- | -------------------------------- | -------------------------------- | -------------------------------- | -------------------------------- | -------------------------------- | -------------------------------- | -------------------------------- | -------------------------------- | -------------------------------- |
| «Rockstars»                      | 10                               | 12                               | 10                               | 10                               | 8                                | 10                               | 10                               | 10                               | 10                               | 2                                | 90                               |
| «I Swear to God»                 | 12                               | 10                               | 12                               | 12                               | 12                               | 12                               | 12                               | 12                               | 12                               | 1                                | 106                              |
| «Alive»                          | 5                                | 6                                | 6                                | 6                                | 6                                | 6                                | 6                                | 6                                | 6                                | 5                                | 53                               |
| «Soap»                           | 6                                | 5                                | 5                                | 5                                | 5                                | 5                                | 5                                | 5                                | 5                                | 6                                | 46                               |
| «Anxiety»                        | 8                                | 8                                | 8                                | 8                                | 10                               | 8                                | 8                                | 8                                | 8                                | 3                                | 74                               |
| «Hallo Welt»                     | 7                                | 7                                | 7                                | 7                                | 7                                | 7                                | 7                                | 7                                | 7                                | 4                                | 63                               |

## En Eurovisión
Alemania, al ser uno de los países pertenecientes al Big Five, estuvo clasificada automáticamente a la final del 14 de mayo, junto al país anfitrión y el resto del Big Five: España, Francia, Italia (quien también funge como país anfitrión) y el Reino Unido. El sorteo realizado el 25 de enero de 2022, determinó que el país, tendría que transmitir y votar en la segunda semifinal.
Los comentarios para Alemania en la transmisión por televisión corrieron por vigesimocuarta ocasión y duodécima consecutiva a cargo de Peter Urban. La portavoz de la votación del jurado profesional alemán por séptima ocasión consecutiva fue Barbara Schöneberger.

### Final
Malik Harris tomó parte de los primeros ensayos los días 5 y 7 de mayo, así como de los ensayos generales con vestuario de la segunda semifinal los días 11 y 12 de mayo y de la final los días 13 y 14 de mayo. El ensayo general de la tarde del 13 fue tomado en cuenta por los jurados profesionales para emitir sus votos, que representaron el 50% de los puntos. Después de los ensayos del 7 de mayo, un sorteo determinó en que mitad de la final participarían los países del Big Five. Alemania fue sorteada en la primera mitad (posiciones 1-13). Una vez conocidos todos los finalistas, los productores del show decidieron el orden de actuación de todos los finalistas, respetando lo determinado por el sorteo. El orden de actuación revelado durante la madrugada del viernes 13 de mayo, decidió que Alemania debía actuar en la posición 13 por delante de Ucrania y detrás de Lituania.
La actuación alemana fue conceptualizada por Marvin Dietmann junto a Dan Shipton. El escenario tuvo a Malik Harris actuando solo en el escenario rodeado de todos sus instrumentos: un teclado, un piano, una percusión, un bajo, una batería, un sintonizador y su guitarra. El escenario se mantuvo en penumbra solo con luces doradas puntuales que pasaron a hacer un juego de luces en el último estribillo mientras el público encendió las luces de sus celulares en el escenario.
Durante la votación, Alemania se colocó en 25° y último lugar en la votación del jurado profesional sin recibir puntos. Posteriormente se anunció su puntuación de la votación del televoto: 6 puntos que lo colocaron en el 20° lugar. En la sumatoria final, Alemania se colocó en última posición con 6 puntos. Esta se convirtió en la sexta ocasión en los últimos siete festivales que Alemania finalizaba dentro de los últimos dos lugares del concurso, así como la tercera ocasión desde 2015 que el país germano finalizaba en la última posición.

### Votación

#### Puntuación a Alemania

##### Final
| Jurado    | Jurado    | Jurado   | Jurado                      | Jurado   |
| 12 puntos | 10 puntos | 8 puntos | 7 puntos                    | 6 puntos |
| --------- | --------- | -------- | --------------------------- | -------- |
|           |           |          |                             |          |
| 5 puntos  | 4 puntos  | 3 puntos | 2 puntos                    | 1 punto  |
|           |           |          |                             |          |
| Televoto  |           |          |                             |          |
| 12 puntos | 10 puntos | 8 puntos | 7 puntos                    | 6 puntos |
|           |           |          |                             |          |
| 5 puntos  | 4 puntos  | 3 puntos | 2 puntos                    | 1 punto  |
|           |           |          | - Austria - Estonia - Suiza |          |

#### Votación realizada por Alemania
| Puntos    | Jurado              | Televoto        |
| --------- | ------------------- | --------------- |
| 12 puntos | Macedonia del Norte | Polonia         |
| 10 puntos | Azerbaiyán          | Serbia          |
| 8 puntos  | Rumania             | Suecia          |
| 7 puntos  | Suecia              | Finlandia       |
| 6 puntos  | Australia           | República Checa |
| 5 puntos  | Bélgica             | Rumania         |
| 4 puntos  | Estonia             | Estonia         |
| 3 puntos  | Georgia             | Australia       |
| 2 puntos  | Israel              | Israel          |
| 1 punto   | Finlandia           | Bélgica         |

| Puntos    | Jurado       | Televoto     |
| --------- | ------------ | ------------ |
| 12 puntos | Reino Unido  | Ucrania      |
| 10 puntos | Ucrania      | Moldavia     |
| 8 puntos  | España       | Polonia      |
| 7 puntos  | Suecia       | Serbia       |
| 6 puntos  | Azerbaiyán   | Reino Unido  |
| 5 puntos  | Australia    | Suecia       |
| 4 puntos  | Países Bajos | Países Bajos |
| 3 puntos  | Noruega      | Italia       |
| 2 puntos  | Suiza        | España       |
| 1 punto   | Rumania      | Noruega      |

##### Desglose
El jurado alemán estuvo compuesto por:
- Christian Brost
- Jess
- Max Giesinger
- MICHELLE
- TOKUNBO

| Semifinal 2 | Semifinal 2         | Semifinal 2 | Semifinal 2 | Semifinal 2 | Semifinal 2 | Semifinal 2 | Semifinal 2 | Semifinal 2 | Semifinal 2 | Semifinal 2 |
| N.º         | País                | Jurado      | Jurado      | Jurado      | Jurado      | Jurado      | Jurado      | Jurado      | Televoto    | Televoto    |
| N.º         | País                | Jurado A    | Jurado B    | Jurado C    | Jurado D    | Jurado E    | Ranking     | Puntos      | Ranking     | Puntos      |
| ----------- | ------------------- | ----------- | ----------- | ----------- | ----------- | ----------- | ----------- | ----------- | ----------- | ----------- |
| 01          | Finlandia           | 5           | 11          | 7           | 10          | 6           | 10          | 1           | 4           | 7           |
| 02          | Israel              | 4           | 9           | 11          | 15          | 2           | 9           | 2           | 9           | 2           |
| 03          | Serbia              | 18          | 15          | 14          | 13          | 10          | 17          |             | 2           | 10          |
| 04          | Azerbaiyán          | 11          | 2           | 8           | 2           | 4           | 2           | 10          | 16          |             |
| 05          | Georgia             | 3           | 8           | 1           | 18          | 17          | 8           | 3           | 13          |             |
| 06          | Malta               | 6           | 17          | 9           | 12          | 15          | 14          |             | 17          |             |
| 07          | San Marino          | 15          | 18          | 4           | 13          | 12          | 12          |             | 11          |             |
| 08          | Australia           | 1           | 6           | 10          | 9           | 5           | 5           | 6           | 8           | 3           |
| 09          | Chipre              | 14          | 13          | 14          | 7           | 13          | 15          |             | 12          |             |
| 10          | Irlanda             | 16          | 16          | 18          | 17          | 18          | 18          |             | 14          |             |
| 11          | Macedonia del Norte | 8           | 4           | 3           | 4           | 1           | 1           | 12          | 15          |             |
| 12          | Estonia             | 7           | 7           | 2           | 6           | 9           | 7           | 4           | 7           | 4           |
| 13          | Rumania             | 17          | 1           | 12          | 3           | 3           | 3           | 8           | 6           | 5           |
| 14          | Polonia             | 9           | 12          | 6           | 11          | 14          | 11          |             | 1           | 12          |
| 15          | Montenegro          | 10          | 14          | 17          | 16          | 11          | 16          |             | 18          |             |
| 16          | Bélgica             | 2           | 5           | 15          | 5           | 7           | 6           | 5           | 10          | 1           |
| 17          | Suecia              | 13          | 3           | 5           | 1           | 16          | 4           | 7           | 3           | 8           |
| 18          | República Checa     | 12          | 10          | 16          | 8           | 8           | 13          |             | 5           | 6           |

| Final | Final           | Final                      | Final                      | Final                      | Final                      | Final                      | Final                      | Final                      | Final                      | Final                      |
| N.º   | País            | Jurado                     | Jurado                     | Jurado                     | Jurado                     | Jurado                     | Jurado                     | Jurado                     | Televoto                   | Televoto                   |
| N.º   | País            | Jurado A                   | Jurado B                   | Jurado C                   | Jurado D                   | Jurado E                   | Ranking                    | Puntos                     | Ranking                    | Puntos                     |
| ----- | --------------- | -------------------------- | -------------------------- | -------------------------- | -------------------------- | -------------------------- | -------------------------- | -------------------------- | -------------------------- | -------------------------- |
| 01    | República Checa | 20                         | 22                         | 12                         | 22                         | 16                         | 23                         |                            | 22                         |                            |
| 02    | Rumania         | 11                         | 17                         | 4                          | 23                         | 6                          | 10                         | 1                          | 17                         |                            |
| 03    | Portugal        | 13                         | 7                          | 17                         | 14                         | 15                         | 16                         |                            | 11                         |                            |
| 04    | Finlandia       | 22                         | 18                         | 10                         | 19                         | 21                         | 21                         |                            | 12                         |                            |
| 05    | Suiza           | 5                          | 21                         | 3                          | 17                         | 19                         | 9                          | 2                          | 16                         |                            |
| 06    | Francia         | 24                         | 24                         | 9                          | 20                         | 24                         | 22                         |                            | 18                         |                            |
| 07    | Noruega         | 6                          | 15                         | 20                         | 7                          | 5                          | 8                          | 3                          | 10                         | 1                          |
| 08    | Armenia         | 16                         | 19                         | 15                         | 18                         | 9                          | 20                         |                            | 14                         |                            |
| 09    | Italia          | 21                         | 9                          | 16                         | 21                         | 12                         | 18                         |                            | 8                          | 3                          |
| 10    | España          | 1                          | 2                          | 8                          | 9                          | 3                          | 3                          | 8                          | 9                          | 2                          |
| 11    | Países Bajos    | 14                         | 5                          | 18                         | 3                          | 11                         | 7                          | 4                          | 7                          | 4                          |
| 12    | Ucrania         | 2                          | 1                          | 13                         | 5                          | 2                          | 2                          | 10                         | 1                          | 12                         |
| 13    | Alemania        | -------------------------- | -------------------------- | -------------------------- | -------------------------- | -------------------------- | -------------------------- | -------------------------- | -------------------------- | -------------------------- |
| 14    | Lituania        | 19                         | 8                          | 22                         | 16                         | 17                         | 19                         |                            | 13                         |                            |
| 15    | Azerbaiyán      | 8                          | 20                         | 2                          | 8                          | 8                          | 5                          | 6                          | 23                         |                            |
| 16    | Bélgica         | 18                         | 6                          | 5                          | 13                         | 13                         | 11                         |                            | 21                         |                            |
| 17    | Grecia          | 15                         | 14                         | 19                         | 11                         | 10                         | 17                         |                            | 19                         |                            |
| 18    | Islandia        | 23                         | 13                         | 21                         | 24                         | 22                         | 24                         |                            | 24                         |                            |
| 19    | Moldavia        | 7                          | 23                         | 7                          | 15                         | 23                         | 15                         |                            | 2                          | 10                         |
| 20    | Suecia          | 4                          | 16                         | 11                         | 2                          | 1                          | 4                          | 7                          | 6                          | 5                          |
| 21    | Australia       | 10                         | 12                         | 1                          | 12                         | 20                         | 6                          | 5                          | 20                         |                            |
| 22    | Reino Unido     | 3                          | 3                          | 6                          | 1                          | 4                          | 1                          | 12                         | 5                          | 6                          |
| 23    | Polonia         | 17                         | 4                          | 23                         | 10                         | 14                         | 14                         |                            | 3                          | 8                          |
| 24    | Serbia          | 9                          | 10                         | 24                         | 4                          | 18                         | 13                         |                            | 4                          | 7                          |
| 25    | Estonia         | 12                         | 11                         | 14                         | 6                          | 7                          | 12                         |                            | 15                         |                            |